# Paul Ortoli
Pour les articles homonymes, voir Ortoli.
Paul Ortoli, né le 19 septembre 1900 à Bastia en Corse et mort le 29 mars 1979 à Paris, est un amiral de la Marine française.

## Biographie
Fils de sous-préfet, Paul Ortoli, après son baccalauréat, entre à l'École navale à Brest le 1er octobre 1919. Enseigne de vaisseau de 2e classe, il embarque d'abord sur le croiseur Jeanne d'Arc en 1921, puis pendant deux ans sur l'aviso Béthune en Syrie.
Promu enseigne de vaisseau de 1re classe, Paul Ortoli choisit la spécialité de canonnier. Il est officier élève à l'École des canonniers, à Toulon. En 1925, il embarque sur le torpilleur de 1 500 tonnes Tempête puis, en janvier 1927, à bord du sous-marin de 600 tonnes Galatée, sur lequel il naviguera trois ans.
Promu lieutenant de vaisseau, il participera à la délicate mise au point de l'artillerie de 203 mm du croiseur sous-marin Surcouf de 1930 à 1932, de ses essais à Cherbourg, à sa mise en service à Brest. Il part pour l'Indochine en septembre 1932, où il commande le bâtiment hydrographique Octant. De retour en métropole, il est à Toulon en 1934 et embarque sur le croiseur Suffren. Il commande ensuite le torpilleur de 600 tonnes La Flore, avant d'être affecté à l'état-major de la division « instruction » de l'escadre de la Méditerranée.
Promu capitaine de corvette en janvier 1939, il est nommé, en septembre, sous-chef d'état-major de la 4e escadre sur le croiseur Duguay-Trouin. Affecté ensuite à l'état-major des patrouilles de l'océan à Brest, il participe aux opérations de défense et d'évacuation de Dunkerque où il commande une petite flottille de chalutiers armés, comprenant une quarantaine d'hommes d'équipage, réservistes pour la plupart. Avec ces bateaux de pêche mobilisés, Paul Ortoli quitte Brest et gagne Plymouth, en Angleterre.
Le 15 août 1940, il rallie la France libre avec 37 de ses marins.
Promu capitaine de frégate en septembre 1940, il commande le croiseur sous-marin Surcouf à bord duquel il avait déjà été embarqué comme officier canonnier. Il prend part à la bataille de l'Atlantique. En septembre 1941, Paul Ortoli est nommé chef de l'état-major personnel du général de Gaulle.
Promu capitaine de vaisseau le 29 mars 1942, il prend le commandement du contre-torpilleur Triomphant à Sydney, qui patrouille près des côtes d'Australie et de Nouvelle-Guinée. Fin septembre 1943, Paul Ortoli est nommé directeur de cabinet du commissaire à la marine d'Alger, poste qu'il occupe jusqu'au 4 juillet 1944. À cette date, il prend le commandement du croiseur Émile Bertin, à bord duquel il participe au débarquement de Provence, le 15 août 1944.
Promu contre-amiral le 15 novembre 1944, Paul Ortoli commande le Groupe des écoles militaires de la marine. En mars 1945, il est nommé directeur du cabinet militaire du président du gouvernement provisoire. Quelques mois après, en novembre, il est nommé directeur du personnel militaire de la marine nationale (DPMM).
Promu vice-amiral le 1er novembre 1946, Paul Ortoli prend, en avril 1949, le commandement des forces maritimes d'Extrême-Orient. En 1952, de retour en métropole, il est nommé inspecteur général des forces maritimes et aéronavales, puis, en novembre 1954, commandant en chef de la zone stratégique de l'océan Indien.
Élevé au rang de vice-amiral d'escadre le 21 mars 1955, il est conseiller militaire auprès de l'OTASE.
Élevé au rang d'amiral en février 1960, il est membre du Conseil d'État jusqu'en 1963.
L'amiral Ortoli est décédé le 29 mars 1979 à Paris. Il est inhumé à San Nicolao de Moriani en Haute-Corse.

## Décorations
- Grand-croix de la Légion d'honneur
- Compagnon de la Libération par décret du 17 novembre 1945
- Croix de guerre 1939–1945 (5 citations)
- Croix de guerre des Théâtres d'opérations extérieurs (2 citations)
- Commandeur de l'ordre du Mérite maritime (1957)[1]
- Médaille coloniale avec agrafe "Extrême-orient"
- Médaille commémorative française de la guerre 1939–1945
- Médaille commémorative de la campagne d'Indochine
- Médaille commémorative des services volontaires dans la France libre
- Officier de la Légion du Mérite (États-Unis)
- Ordre de l'Empire britannique à titre civil, (commandeur) (Royaume-Uni)
- Grand-croix de l'ordre du Nichan Iftikhar (Tunisie)
- Grand officier de l'ordre de la Couronne (Belgique)
- Grand officier de l'ordre du Ouissam alaouite (Maroc)[2]
- Médaille de la Résistance (Pologne)
- Grand officier de l'ordre royal du Cambodge
- Grand officier de l'ordre du Lion blanc (Tchécoslovaquie)
- Mérite militaire de 1re classe (Yougoslavie)
- Grand officier de l'Étoile noire (Bénin)
- Grand officier de l'Ordre du Million d'Éléphants et du Parasol blanc (Laos)
- Mérite militaire (Cambodge)
- Grand officier de l'ordre royal (Vietnam)